# Новая Зеландия на зимних Олимпийских играх 1994
Новая Зеландия принимала участие в Зимних Олимпийских играх 1994 года в Лиллехамере (Норвегия) в десятый раз за свою историю, но не завоевала ни одной медали. Страну представляли 5 мужчин и 2 женщины, принимавшие участие в соревнованиях по горнолыжному спорту и шорт-треку.

## Горнолыжный спорт
Спортсменов - 3
Мужчины
| Спортсмен        | Вид               | 1 попытка      | 2 попытка   | Всего          | Место |
| ---------------- | ----------------- | -------------- | ----------- | -------------- | ----- |
| Саймон Ви Рутене | Слалом            | Не финишировал | Не прошёл   | -              | -     |
| Саймон Ви Рутене | Гигантский слалом | Не финишировал | Не прошёл   | -              | -     |
| Саймон Ви Рутене | Супергигант       |                |             | Не финишировал | -     |
| Саймон Ви Рутене | Комбинация        | 1.41,88        | 53,41+50,19 | 3.25,48        | 20    |

Женщины
| Спортсмен        | Вид    | 1 попытка       | 2 попытка       | Всего | Место |
| ---------------- | ------ | --------------- | --------------- | ----- | ----- |
| Клаудиа Риглер   | Слалом | 1.02,26         | Не финишировала | -     | -     |
| Аннелиз Кобергер | Слалом | Не финишировала | Не прошла       | -     | -     |

### Шорт-трек
Спортсменов — 4
Мужчины
| Спортсмен                                             | Вид             | Отборочный раунд | Отборочный раунд | Четвертьфинал | Четвертьфинал | Полуфинал | Полуфинал | Финал     | Финал              | Финал     | Место |
| Спортсмен                                             | Вид             | Результат        | Место            | Результат     | Место         | Результат | Место     | Название  | Результат          | Место     | Место |
| ----------------------------------------------------- | --------------- | ---------------- | ---------------- | ------------- | ------------- | --------- | --------- | --------- | ------------------ | --------- | ----- |
| Майк МакМиллен                                        | 500 м           | 44,98            | 3                | Не прошёл     | Не прошёл     | Не прошёл | Не прошёл | Не прошёл | Не прошёл          | Не прошёл | 18    |
| Майк МакМиллен                                        | 1000 м          | 1.32,65          | 4                | Не прошёл     | Не прошёл     | Не прошёл | Не прошёл | Не прошёл | Не прошёл          | Не прошёл | 25    |
| Эндрю Николсон                                        | 500 м           | 54,21            | 4                | Не прошёл     | Не прошёл     | Не прошёл | Не прошёл | Не прошёл | Не прошёл          | Не прошёл | 18    |
| Эндрю Николсон                                        | 1000 м          | 1.34,18          | 4                | Не прошёл     | Не прошёл     | Не прошёл | Не прошёл | Не прошёл | Не прошёл          | Не прошёл | 27    |
| Крис Николсон                                         | 500 м           | 1.03,43          | 4                | Не прошёл     | Не прошёл     | Не прошёл | Не прошёл | Не прошёл | Не прошёл          | Не прошёл | 29    |
| Крис Николсон                                         | 1000 м          | 1.34,91          | 4                | Не прошёл     | Не прошёл     | Не прошёл | Не прошёл | Не прошёл | Не прошёл          | Не прошёл | 28    |
| Майк МакМиллен Эндрю Николсон Крис Николсон Тони Смит | Эстафета 5000 м |                  |                  |               |               | 7.21,58   | 4         | В         | Дисквалифицирована | -         | -     |